# La Calera, Sinaloa
La Calera är en ort i Mexiko.   Den ligger i kommunen Badiraguato och delstaten Sinaloa, i den västra delen av landet, 1 100 km nordväst om huvudstaden Mexico City. La Calera ligger 1 591 meter över havet och antalet invånare är 110.
Terrängen runt La Calera är kuperad åt nordost, men åt sydväst är den bergig. Runt La Calera är det mycket glesbefolkat, med 6 invånare per kvadratkilometer. Närmaste större samhälle är San Javier de Abajo, 10,3 km sydväst om La Calera. I omgivningarna runt La Calera växer huvudsakligen savannskog.